# مارا كروز
مارا كروز (بالإسبانية: Mara Cruz)‏ هي ممثلة إسبانية، ولدت في 24 مارس 1941 بمدريد في إسبانيا.

## وصلات خارجية
- مارا كروز على موقع IMDb (الإنجليزية)
- مارا كروز على موقع ألو سيني (الفرنسية)
- مارا كروز على موقع أول موفي (الإنجليزية)
- مارا كروز على موقع قاعدة بيانات الفيلم (الإنجليزية)
- مارا كروز على موقع كينوبويسك (الروسية)